# Canudo
Canudo ist eine osttimoresische Aldeia im Suco Manutaci (Verwaltungsamt Ainaro, Gemeinde Ainaro). 2015 lebten in der Aldeia 935 Menschen.

## Geographie und Einrichtungen
Die Aldeia Canudo bildet die Südspitze des Sucos Manutaci. Nördlich befinden sich die Aldeias Bau-Hati-Lau und Rae-Buti-Udo. Im Westen grenzt Canudo an den Suco Ainaro, im Süden an den Suco Soro und im Osten an das Verwaltungsamt Hatu-Builico mit seinen Sucos Mauchiga (jenseits des Belulik). Der Maumall, ein weiterer Zufluss des Belulik bildet die Grenze zu Ainaro.
Im Zentrum von Canudo befindet sich der Fatuk Maria (deutsch Marienfelsen) und die zugehörige Kapelle. Nördlich liegt das Dorf Poreme mit dem Sitz des Sucos und südwestlich das Dorf Berluli, wo eine Grundschule steht.